# Head Automatica
Head Automatica är ett amerikanskt powerpop-band, bildat 2004.

## Medlemmar
- Daryl Palumbo – sång
- Jessie Nelson – keyboard
- Jarvis Morgan Holden – elbas
- Craig Bonich – gitarr
- Sammy Siegler – trummor

## Diskografi
- 2004 - Decadence
- 2006 - Popaganda